# Limbo (nummer)
Limbo is een nummer van de Puerto Ricaanse artiest Daddy Yankee. Het nummer is afkomstig van Yankees album Prestige en werd geschreven door Daddy Yankee zelf en Eli Palacios.

## Tracklist

### Single
1. Limbo — 3:44